# C/2020 F3
C/2020 F3 (Neowise) är en icke-periodisk komet som upptäcktes den 27 mars 2020 av rymdteleskopet Neowise. Kometens omloppsbana kring solen är retrograd och den rör sig alltså "baklänges" i förhållande till solsystemets planeter. Kometen beräknas göra ett varv runt solen på ungefär 6 767 år.
Kometen "Neowise" har en diameter på upp till 5 km och består mestadels av is. Kärnan är täckt med sotiga, mörka partiklar som är kvar sedan den bildades nära födelsen för vårt solsystem för 4,6 miljarder år sedan.
Den 3 juli 2020 passerade kometen solen på ett avstånd av endast 0,29 AU. Den 23 juli 2020 passerade den jorden på ett avstånd av 0,69 AU.
Dagarna kring den 13 juli 2020 var kometen synlig från Sverige.